# Razecueillé
Razecueillé település Franciaországban, Haute-Garonne megyében. Lakosainak száma 31 fő (2022. január 1.). Razecueillé Boutx, Milhas, Portet-d’Aspet és Sengouagnet községekkel határos.

## Népesség
A település népessége az elmúlt években az alábbi módon változott:
| Lakosok száma | 69   | 64   | 36   | 33   | 41   | 41   | 37   | 35   | 34   | 31   |
|               | 1968 | 1982 | 1990 | 2006 | 2013 | 2015 | 2017 | 2019 | 2020 | 2022 |